# ماپاناواتورا
ماپاناواتورا (به لاتین: Mapanawatura) یک منطقهٔ مسکونی در سری‌لانکا است که در استان مرکزی (سری‌لانکا) واقع شده‌است.